# سباستيان لونجو
سباستيان لونجو (بالإسبانية: Sebastián Longo)‏ هو لاعب كرة قدم أرجنتيني، ولد في 27 مايو 1983 في San Rafael Department ‏ في الأرجنتين. لعب مع Concepción Fútbol Club ‏.

## وصلات خارجية
- سباستيان لونجو على موقع قاعدة بيانات كرة القدم.إي يو (الإنجليزية)